# Offtopic
Az offtopic angol szó jelentése: témaidegen, témán kívül eső, a fő témától eltérő.
Offtopic üzenetnek egy jól meghatározott témáról szóló (általában internetes) közösségi fórumra (pl.: levelezőlista, internetes fórum) küldött, az adott témától eltérő tartalmú üzenetet nevezzük. Ezzel ellenkezőleg, a témába vágó üzeneteket az ontopic jelzővel szokás illetni. Offtopic üzenet küldése ellenkezik a netikett-tel, és zavaró lehet a közösség tagjai számára, ezért előfordul, hogy offtopic üzenet küldéséért büntetés jár.
Ha egy felhasználó egyetlen üzenet, azon belül is egy-két mondat erejéig szándékosan eltér a fórum témájától, azt a megjegyzés elejére és végére tett nagybetűs OFF és ON szavakkal jelezheti (szó szerint: „ki” és „be”). Ha más témákról csak ilyen szűk keretek közt beszél, és ezt jól elkülöníti a témához tartozó hozzászólásától, az rendszerint elfogadhatónak minősül.
Ha valaki tartósan nem arról ír, mint ami a megadott fórum célja, azt offolásnak nevezik.

## Lásd még
- Netikett